# Cupha myronides
Cupha myronides är en fjärilsart som beskrevs av Felder 1867. Cupha myronides ingår i släktet Cupha och familjen praktfjärilar. Inga underarter finns listade i Catalogue of Life.